# Alte Schule (Dönberg)
Alte Schule ist ein Wohnplatz im Norden der bergischen Großstadt Wuppertal.

## Lage und Beschreibung
Der Wohnplatz liegt im Wohnquartier Dönberg im Stadtbezirk Uellendahl-Katernberg an der Landesstraße L433 (hier Horather Straße genannt) bei der Einmündung der Straße Zum Lohbusch auf einer Höhe von 302 m ü. NHN. Der ursprüngliche Wohnplatz ist in der Wohnbebauung entlang der Horather Straße aufgegangen.
Benachbarte Orte sind neben Dönberg die Wohnplätze und Hofschaften Hohenholz, Krüppershaus, Steinenpitter, Hohenholz, Halbachsbusch, Prinzberg und Horather Schanze, sowie die unmittelbar benachbarten Hitzhaus und Hasenbach.
In der lokalen Mundart wurde der Ort auch als olle Schoal bezeichnet.

## Etymologie und Geschichte
Der Name Alte Schule geht auf dem Standort der ersten Dönberger Schule, erbaut im Jahr 1755, zurück. In ihr fand am 12. Juni 1831 eine erste Bibelstunde statt, deren regelmäßige Ausrichtung im Februar 1832 zum Beschluss zum Bau einer eigenen Dönberger Kapelle führte. 1839 wurde an anderen Standort eine neue Schule errichtet, das alte Schulgebäude existiert, umgebaut als Wohnhaus (Horather Straße 197), noch heute.
Im 19. Jahrhundert gehörte Alte Schule zu den Außenortschaften der Bauerschaft und der Kirchengemeinde Dönberg in der Bürgermeisterei Hardenberg, die 1935 in Neviges umbenannt wurde. Damit gehörte es von 1816 bis 1861 zum Kreis Elberfeld und ab 1861 zum alten Kreis Mettmann. 
Im Gemeindelexikon für die Provinz Rheinland von 1888 werden für Alte Schule ein Wohnhaus mit zehn Einwohnern angegeben.
Mit der Kommunalreform von 1929 wurde der südliche Teil von Dönberg abgespalten und mit weiteren, außerhalb von Dönberg liegenden Nevigeser Ortschaften in die neu gegründete Stadt Wuppertal eingemeindet, der Rest Dönbergs mit Alte Schule verblieb zunächst bei Neviges. Durch die nordrhein-westfälische Gebietsreform kam Neviges mit Beginn des Jahres 1975 zur Stadt Velbert und das restliche Dönberg wurde ebenfalls in Wuppertal eingemeindet.